# Ору (река)
Ору (фр. Auroue) је река у Француској. Дуга је 62 km. Улива се у Гарону. 